# Коммутант
Коммутант в общей алгебре — подсистема алгебр, содержащих групповую структуру (подгруппа, подкольцо, в наиболее общем случае — подгруппа мультиоператорной группы), показывающая степень некоммутативности групповой операции.
Коммутант группы является наименьшей нормальной подгруппой, такой что фактор по ней является абелевой группой. Коммутант кольца — идеал, порождённый всевозможными произведениями элементов.

## Коммутант мультиоператорной группы
Наиболее универсально коммутант определяется для мультиоператорной группы. Коммутантом мультиоператорной алгебры {\displaystyle {\mathfrak {G}}=(G,+,-,0,\Sigma )} называется её идеал, порождённый её коммутаторами, то есть элементами вида:
{\displaystyle [g_{1},g_{2}]=-g_{1}-g_{2}+g_{1}+g_{2}},
а также элементами:
{\displaystyle -\sigma (g_{1},\dots ,g_{n})-\sigma (h_{1},\dots ,h_{n})+\sigma (g_{1}+h_{1},\dots ,g_{n}+h_{n})}
для каждой {\displaystyle n}-арной операции {\displaystyle \sigma \in \Sigma } из дополнительной сигнатуры мультиоператорной группы.

## Коммутант группы
Коммутант группы {\displaystyle G} (производная группа или второй член нижнего центрального ряда группы) — подгруппа, порождённая множеством {\displaystyle \{[g_{1},g_{2}]\mid g_{1},g_{2}\in G\}} всевозможных произведений конечного числа коммутаторов пар элементов группы {\displaystyle G}. Используются следующие обозначения для коммутанта группы {\displaystyle G}: {\displaystyle [G,G],\;G',\;T_{2}(G)}, {\displaystyle K(G)}. (При этом коммутанты в различных источниках записывают по-разному: встречается (в мультипликативной записи) как {\displaystyle [g_{1},g_{2}]=g_{1}g_{2}g_{1}^{-1}g_{2}^{-1}}, так и {\displaystyle [g_{1},g_{2}]=g_{1}^{-1}g_{2}^{-1}g_{1}g_{2}}).
Коммутант группы является вполне характеристической подгруппой, а любая подгруппа, содержащая коммутант, является нормальной.

### Ряды коммутантов
Конструкцию коммутанта можно проитерировать:
{\displaystyle G^{(0)}:=G},
{\displaystyle G^{(n)}:=[G^{(n-1)},G^{(n-1)}]} для {\displaystyle n\in \mathbb {N} }.
Группы {\displaystyle G^{(2)}}, {\displaystyle G^{(3)}}, … называются второй производной группой, третьей производной группой и так далее. Убывающий ряд групп:
{\displaystyle G=G^{(0)}\vartriangleright G^{(1)}\vartriangleright G^{(2)}\vartriangleright \ldots }
называется производным рядом, или рядом коммутантов.
Для конечной группы производный ряд рано или поздно стабилизируется на группе, коммутант которой совпадает с ней самой. Если эта группа тривиальна, исходная группа {\displaystyle G} называется разрешимой. Для бесконечной группы производный ряд не обязательно стабилизируется за конечное число шагов, однако его можно доопределить при помощи трансфинитной индукции, получив трансфинитный производный ряд, который рано или поздно приведёт к совершенной группе.

### Абелианизация
Факторгруппа по некоторой нормальной подгруппе абелева тогда и только тогда, когда эта подгруппа содержит коммутант группы.
Факторгруппа группы {\displaystyle G} по её коммутанту называется абелианизацией и обозначается символами {\displaystyle G_{ab}} или {\displaystyle G^{ab}} или {\displaystyle \operatorname {Ab} (G)}.
Естественная проекция {\displaystyle G\to G^{ab}} называется гомоморфизмом абелианизации и обозначается символом {\displaystyle {\rm {ab}}}. Её ядро совпадает с коммутантом группы {\displaystyle G}.

### Взаимный коммутант
Взаимный коммутант подмножеств {\displaystyle L,M} носителя группы {\displaystyle G} — подгруппа {\displaystyle [L,M]}, порождённая всеми коммутаторами вида {\displaystyle [l,m]\colon l\in L,m\in M}. Взаимный коммутант нормальных подгрупп — нормальная подгруппа.
Для произвольных элементов группы {\displaystyle g\in G} имеет место следующее соотношение:
{\displaystyle g[L,M]g^{-1}=[gLg^{-1},gMg^{-1}]}.

## Коммутант кольца
Коммутант кольца {\displaystyle R} (также — квадрат кольца) — идеал, порождённый всеми произведениями: {\displaystyle \{ab\mid a,b\in R\}}, обозначается {\displaystyle [R,R]} или {\displaystyle R^{2}}. Такое упрощение в сравнении с универсальным определением коммутанта возникает вследствие коммутативности аддитивной группы кольца — коммутатор элементов {\displaystyle r_{1},r_{2}\in R} всегда обращается нуль, а условие относительно дополнительной сигнатуры (кольцевого умножения) выражается необходимостью включения в порождающее множество всех элементов следующего вида:
{\displaystyle -r_{1}r_{2}-s_{1}s_{2}+(r_{1}+s_{1})(r_{2}+s_{2})=r_{1}s_{2}+r_{2}s_{1}}.